# Iberger Albertturm
Der Iberger Albertturm ist ein 34,6 m hoher Aussichtsturm auf dem Iberg im Harz bei Bergstadt Bad Grund im Landkreis Göttingen, Niedersachsen (Deutschland).

## Geographische Lage
Der Iberger Albertturm befindet sich innerhalb des Oberharzes im Westteil des Naturparks Harz. Er steht nördlich von Bad Grund auf dem Südwestsporn (555 m ü. NHN) des Ibergs (562,6 m), dessen Gipfel etwa 400 m nordöstlich liegt.
Neben dem Turm steht die Waldgaststätte Iberger Albertturm. Etwa 550 m entfernt vom Turm liegt auf der Südostflanke des Ibergs der Eingang zur Iberger Tropfsteinhöhle.

## Geschichte
Der erste Iberger Albertturm wurde nebst Gaststätte 1886 als 20 m hoher Holzturm errichtet. Aufgrund starker witterungsbedingter Schäden wurde er bald abgerissen. Daher wurde 1907 ein 25 m hoher Turm erbaut, der am 31. Mai 1908 mit Namensgebung eingeweiht wurde. Nachdem an ihm bereits 1921 Witterungsschäden deutlich geworden waren, bekam das Mauerwerk 1930 erste Risse. Nach seiner Sperrung von 1954 wurde der Turm 1955 restauriert, und er erhielt einen Stahlbetonmantel. 1963 wurde er auf 34,6 m Turmhöhe aufgestockt, weil der Buchenbestand ringsum so hoch gewachsen war, dass keine Aussicht mehr möglich war. Außerdem wurde 1969 der Turmsockel mit einem Stahlbetonmantel versehen.

## Aussichtsmöglichkeit
Vom Iberger Albertturm fällt der Blick in den Westharz und das westliche Harzvorland: Man blickt unter anderem in das Bad Grundner Tal im Süden, zur Hochfläche von Clausthal-Zellerfeld und bis zum Brocken jeweils im Osten und in das Tal der Markau im Westen.

## Schneemann und -ballschlacht

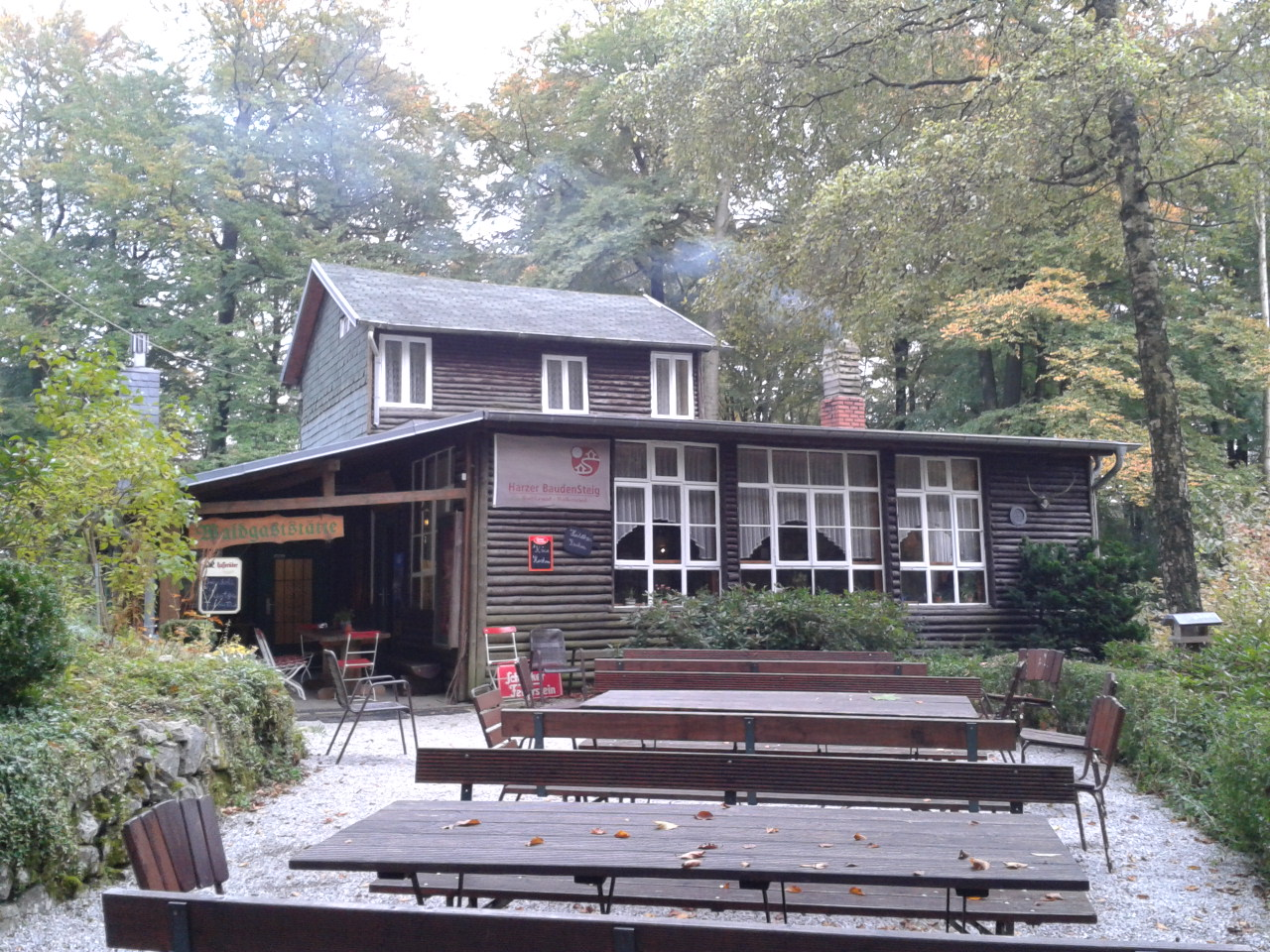
Waldgaststätte am Albertturm

Am Iberger Albertturm wird alljährlich im Sommer im Juni, Juli und oft auch noch im August an jedem Sonntag ein Schneemann gebaut, nach dessen „Hinrichtung“ durch ein Schwert ab 16:00 Uhr eine Schneeballschlacht stattfindet. Der Schnee wird jeweils im vorangegangenen Winter in Erdlöchern, die durch die Verkarstung im Kalkstein des Ibergs entstanden, eingelagert und mit Reisig und Stroh zugedeckt, wenn genug Schnee vorhanden ist und das Wetter es zulässt.

## Wandern
Vorbei am Iberger Albertturm führt der Harzer Baudensteig. Der Turm ist als Nr. 130 in das System der Stempelstellen der Harzer Wandernadel einbezogen. Am Turm begann der etwa 1,4 km lange Iberger Waldquizpfad, der durch einen Kalkbuchenwald führte und an dessen 17 Stationen man Wissenswertes über einheimische Pflanzen und Tiere sowie über Gesteine des Harzes erfahren konnte. Derzeit (2015) besteht der Waldquizpfad nicht mehr.